# Лорел (Меріленд)
Лорел (англ. Laurel) — місто (англ. city) в США, в окрузі Графство принца Георга штату Меріленд. Населення — 30 060 осіб (2020).

## Географія
Лорел розташований за координатами 39°5′45″ пн. ш. 76°51′44″ зх. д. / 39.09583° пн. ш. 76.86222° зх. д. (39.095758, -76.862268).  За даними Бюро перепису населення США в 2010 році місто мало площу 11,21 км², з яких 11,14 км² — суходіл та 0,07 км² — водойми. В 2017 році площа становила 12,39 км², з яких 12,31 км² — суходіл та 0,07 км² — водойми.

### Клімат
| Клімат : Лорел        | Клімат : Лорел | Клімат : Лорел | Клімат : Лорел | Клімат : Лорел | Клімат : Лорел | Клімат : Лорел | Клімат : Лорел | Клімат : Лорел | Клімат : Лорел | Клімат : Лорел | Клімат : Лорел | Клімат : Лорел | Клімат : Лорел |
| Показник              | Січ.           | Лют.           | Бер.           | Квіт.          | Трав.          | Черв.          | Лип.           | Серп.          | Вер.           | Жовт.          | Лист.          | Груд.          | Рік            |
| Середній максимум, °C | 5,8            | 7,7            | 12,6           | 19,0           | 24,0           | 28,8           | 31,3           | 30,4           | 26,3           | 20,1           | 14,2           | 7,8            | 19,0           |
| Середній мінімум, °C  | −3,9           | −2,9           | 1,4            | 6,7            | 12,7           | 17,7           | 20,6           | 19,7           | 15,3           | 9,0            | 3,3            | −1,4           | 8,2            |
| Норма опадів, мм      | 80             | 77             | 104            | 97             | 116            | 107            | 103            | 87             | 117            | 101            | 107            | 96             | 1192           |
| Днів з опадами        | 8,9            | 8,2            | 9,6            | 9,4            | 10,5           | 9,3            | 9,1            | 7,4            | 8,3            | 7,6            | 8,2            | 8,7            | 105,2          |
| Днів зі снігом        | 1,0            | 1,0            | ,3             | 0              | 0              | 0              | 0              | 0              | 0              | 0              | ,1             | ,4             | 2,8            |
| --------------------- | -------------- | -------------- | -------------- | -------------- | -------------- | -------------- | -------------- | -------------- | -------------- | -------------- | -------------- | -------------- | -------------- |
| Джерело: NOAA         |                |                |                |                |                |                |                |                |                |                |                |                |                |

## Демографія
Згідно з переписом 2010 року, у місті мешкало 25 115 осіб у 10 498 домогосподарствах у складі 5695 родин. Густота населення становила 2241 особа/км².  Було 11397 помешкань (1017/км²).
Расовий склад населення:
| - 48,9 % — чорних або афроамериканців - 30,1 % — білих - 9,2 % — азіатів - 0,4 % — корінних американців - 0,1 % — вихідців з тихоокеанських островів - 7,6 % — осіб інших рас |

До двох чи більше рас належало 3,8 %. Частка іспаномовних становила 15,5 % від усіх жителів.
За віковим діапазоном населення розподілялося таким чином: 22,6 % — особи молодші 18 років, 70,4 % — особи у віці 18—64 років, 7,0 % — особи у віці 65 років та старші. Медіана віку мешканця становила 33,7 року. На 100 осіб жіночої статі у місті припадало 91,2 чоловіків;  на 100 жінок у віці від 18 років та старших — 88,8 чоловіків також старших 18 років.
Середній дохід на одне домашнє господарство  становив 85 713 долари США (медіана — 68 517), а середній дохід на одну сім'ю — 98 209 доларів (медіана — 78 688). Медіана доходів становила 51 835 доларів для чоловіків та 56 242 долари для жінок. За межею бідності перебувало 9,9 % осіб, у тому числі 14,0 % дітей у віці до 18 років та 6,1 % осіб у віці 65 років та старших.
Цивільне працевлаштоване населення становило 14 382 особи. Основні галузі зайнятості: освіта, охорона здоров'я та соціальна допомога — 22,2 %, науковці, спеціалісти, менеджери — 15,8 %, публічна адміністрація — 14,5 %.